# Kibalina
Kibalina är en kulle i Antarktis. Den ligger i Östantarktis. Australien gör anspråk på området. Toppen på Kibalina är 1 855 meter över havet.
Terrängen runt Kibalina är varierad. Trakten är obefolkad. Det finns inga samhällen i närheten. 